# 高道庆
高道庆（5世纪—476年10月5日），南朝宋年间武将，南郡人。曾先后参与平定宗室桂阳王刘休范、建平王刘景素的起兵，随即获罪被赐死。

## 生平

### 早期
高道庆因有武力而得到任用，成为将领。
泰始二年（466年），支持晋安王刘子勋政权的徐州刺史薛安都派从子薛索儿进犯淮阴。高道庆时任台军（中枢军队）军主，其军队被薛索儿击破，又在石鳖县被其打得败逃。
泰始三年（467年），北魏攻打角城。假冠军将军、持节、都督北讨前锋诸军事萧道成遣高道庆率军持数百张弩乘浮舰到淮中遥射城外魏军，弩一发就射出数百箭，魏骑兵争相避让，萧道成于是命令进战，解角城之围。

### 平定内乱
泰豫元年（472年），高道庆时任直阁将军，在华容县家中，向新任荆州刺史沈攸之上牒文列出亲戚十余人，请求让他们担任州从事西曹，沈攸之仅用三人。高道庆大怒，亲自入州取出教令，毁之而去，回都城建康时也不向沈攸之告别。高道庆素善马术，沈攸之与他宴饮，于听事（官署大厅）前比试马槊，高道庆用槊刺破沈攸之马鞍，沈攸之怒，索要高道庆的槊，高道庆骑马出门回京，称沈攸之“聚众缮甲”，反状已成，请求以三千人袭之。宰相们都以为不可，沈攸之的亲家好友萧道成也保证沈攸之不反。后废帝宠臣兼通事舍人杨运长等也怀疑畏惧沈攸之，于是与高道庆秘密派刺客带着后废帝手诏赐沈攸之的州府佐吏金饼，给他们升官。不久，刺客事发。
高道庆官至军校骁游。元徽二年（474年）五月在侍中萧道成率领下以宁朔将军的身份与羽林监陈显达、员外郎王敬则乘浮舸与起兵的皇叔桂阳王刘休范水战，自新林至赤岸，大破敌军，烧其船舰，死伤甚众。平乱有功，封乐安县男，食邑三百户。
元徽四年（476年）六月，后废帝堂兄历阳、南谯二郡太守建平王刘景素起兵，高道庆以游击将军领军北讨，其实与冠军将军黄回等早已与刘景素通谋。尚书左仆射萧道成担心他们生变，派左将军李安民及南豫州刺史段佛荣同行以防之。七月，刘景素被平定后，萧道成不问黄回、高道庆之罪，仍安抚如旧。高道庆上表自求增邑五百户，诏加二百户，加上之前共计五百户。

### 获罪被杀
高道庆凶险暴横，欲求无度，有人不合他的意他就加以捶打折辱，往往有人因此而死，朝廷畏之如虎狼。镇军将军萧道成与尚书令袁粲等商议，九月，逮捕骁骑将军高道庆交廷尉处置，赐死。
元朝史学家胡三省认为，当初萧道成不计较黄回、高道庆私通刘景素反而安抚只是权宜之计，事后决不会容下他们。

## 后事
昇明元年（477年），萧道成大权在握，沈攸之起兵讨伐，并写信指责；萧道成将高道庆曾图谋煽动朝廷讨伐沈攸之不果之事写进回信。不久沈攸之败亡。
萧道成代宋建立南朝齐后，刘景素所举荐的秀才刘璡上书请求为刘景素平反，称刘景素是因为黄回、高道庆等传言南豫州刺史阮佃夫等要弑君再北讨他，才起兵的。萧道成没有理会。